# 久保木秀夫
久保木 秀夫（くぼき ひでお、1972年 - ）は、国文学者。専門は中古文学。学位は、博士（文学）（総合研究大学院大学・2008年）。日本大学文理学部教授。

## 略歴
東京生まれ。1994年日本大学文理学部国文学科卒、98年同大学院博士課程中退。2008年「中古中世散佚歌集研究」で総合研究大学院大学より博士（文学）の学位を取得。2007年国文学研究資料館助教。2010年鶴見大学講師、2013年准教授。2018年日本大学文理学部教授。父は同じく国文学者で元都留文科大学学長の久保木哲夫。第1回中古文学会賞、第3回日本古典文学学術賞受賞。

## 著書
- 『林葉和歌集研究と校本』笠間書院 笠間叢書、2007
- 『中古中世散佚歌集研究』青簡舎、2009

### 共編
- 『奈良・平安期の日中文化交流 ブックロードの視点から』王勇共編 農山漁村文化協会、2001
- 『平安文学の新研究 物語絵と古筆切を考える』久下裕利共編 新典社、2006
- 『伏見院御集「広沢切」伝本・断簡集成』久保木哲夫、石澤一志、別府節子共編 笠間書院、2011
- 『日本の書と紙 古筆手鑑『かたばみ帖』の世界』石澤一志、佐々木孝浩、中村健太郎共編 三弥井書店、2012
- 『平安文学をいかに読み直すか』谷知子、田渕句美子編著 中川博夫、佐々木孝浩、渡邉裕美子、渡部泰明、加藤昌嘉、荒木浩共著 笠間書院、2012